# Daveaua anthemoides
Daveaua anthemoides là một loài thực vật có hoa trong họ Cúc. Loài này được Mariz mô tả khoa học đầu tiên năm 1891.